# Diphyus sibiricus
Diphyus sibiricus là một loài tò vò trong họ Ichneumonidae.